# Yasushi Miyake
Yasushi Miyake (jap. 三宅靖志 Miyake Yasushi; ur. 26 lutego 1974) – japoński zapaśnik w stylu klasycznym. Olimpijczyk z Atlanty 1996, gdzie zajął szesnaste miejsce w kategorii 68 kg.
Dwukrotny uczestnik mistrzostw świata, siódmy w 1994. Czterokrotny medalista mistrzostw Azji. Srebro w 1995 i brąz w 1987, 1991 i 1996 roku.